# Centralny Zarząd Zaopatrzenia Handlu
Centralny Zarząd Zaopatrzenia Handlu – centralna jednostka organizacyjna rządu istniejąca w latach 1952–1972, mająca na celu zorganizowanie zaopatrzenia uspołecznionych jednostek gospodarczych, handlu i żywienia zbiorowego w materiały, urządzenia i sprzęt techniczny.

## Powołanie
Centralny Zarząd Zaopatrzenia Handlu utworzono w Ministerstwie Handlu Wewnętrznego na podstawie uchwały Prezydium Rządu z 1952 r.

## Przedmiot działania
Przedmiotem działania Centralnego Zarządu było:
- planowanie, rozdzielnictwo i nadzór nad realizacją zaopatrzenia w materiały, urządzenia techniczne i sprzęt, którymi śledzono racjonalną gospodarkę w aparacie handlu wewnętrznego,
- nadzór, koordynacja i ogólne kierownictwo podległych przedsiębiorstw, utworzonych odrębnymi zarządzeniami Ministerstwa Handlu Wewnętrznego,
- produkcję urządzeń technicznych i sprzętu dla zakładów handlowych żywienia zbiorowego i drobnego przetwórstwa,
- montaż, konserwacje i remonty maszyn, urządzeń technicznych i sprzętu,
- zaopatrzenie zakładów w niektóre specjalne materiały, urządzenia techniczne i sprzęt.

## Szczególne zadania
W szczególności do zadań Centralnego Zarządu należało:
W zakresie potrzeb ogólnych resortu
- planowanie zaopatrzenia podległych Ministrowi Handlu Wewnętrznego jednostek handlowych,
- rozdzielnictwo planowanych i przydzielonych centralnie materiałów, sprzętu, urządzeń technicznych i maszyn oraz nadzór nad ich realizacją,
- śledzenie racjonalnej gospodarki materiałami, sprzętem, urządzeniami i maszynami w jednostkach handlu wewnętrznego,
- postulowanie i ustalanie z przemysłami produkującymi materiały zaopatrzeniowe, sprzęt i urządzenia - standardów, asortymentów oraz właściwej jakości produkcji przeznaczonej dla aparatu handlu;

W zakresie nadzoru nad podległymi przedsiębiorstwami
- opracowywanie zbiorczych planów działalności podległych przedsiębiorstw i nadzór nad ich wykonaniem,
- opracowywanie procesów technologicznych i organizacja produkcji,
- dbanie o stały postęp techniczny i racjonalizację,
- ulepszanie i kontrola jakości produkcji,
- wzajemna koordynacja działalności przedsiębiorstw, zwłaszcza w zakresie produkcji i zaopatrzenia,
- nadzór i koordynacja gospodarki finansowej,
- regulowanie zagadnień pracy i płac,
- opracowywanie norm i instrukcji organizacyjnych,
- planowanie inwestycji i nadzór nad ich wykonaniem,
- nadzór nad konserwacją i remontami maszyn, urządzeń, sprzętu i budowli,
- nadzór nad eksploatacją majątku przydzielonego przedsiębiorstwom.

## Zniesienie
Na podstawie uchwały Rady Ministrów z 1972 r. w sprawie utraty mocy obowiązującej niektórych uchwał Rady Ministrów, Prezydium Rządu, Komitetu Ekonomicznego Rady Ministrów i Komitetu Ministrów do Spraw Kultury, ogłoszonych w Monitorze Polskim zniesiono Centralny Zarząd Zaopatrzenia Handlu.